# Gaetano Pugnani
Gaetano Pugnani celým jménem Giulio Geatenao Gerolamo Pugnani (27. listopadu 1731 Turín – 15. července 1798 Turín) byl italským hudebním skladatelem a houslistou.
Narodil se v roce 1731 v Turíně, ve městě kde strávil většinu svého života, jako syn Giovanniho Battisti Pugnaniho, sekretáře v kanceláři ředitelství osídlení Turína. Pugnaniové pocházeli z obce Cumiana, kde vlastnili statek, který muzikant často navštěvoval. Cvičil na housle u Giovanniho Battisti Somise, zakladatele piemontské houslové školy. V roce 1752 se stal prvním houslistou královského orchestru v Turíně a vypravil se na velké turné, které mu zaručilo velkou slávu pro jeho pozoruhodnou zručnost při hře na housle. V roce 1754 byl velmi dobře přijat na Concert Spirituel v Paříži, ale roku 1768 se setkal s ještě větším hudebním úspěchem v Londýně, když řídil v letech 1767 až 1769 King’s Theater. Během této doby úzce spolupracoval s Johannem Christianem Bachem a Carlem Friedrichem Abelem. V roce 1770 se vrátil do Turína a stal se ředitelem královského orchestru. Jeho sláva jako hudebního skladatele pomalu rostla, ale nikdy nedosáhla jeho slávy jako houslového virtuosa. Během této doby také vyučoval hraní na housle. Mezi jeho nejznámější žáky patřil Giovanni Battista Viotti. V letech 1780 až 1782 hráli ve Švýcarsku, Drážďanech, Varšavě a Petrohradě.
Zemřel v Turíně roku 1798. Jeho pohřeb byl podle jeho vůle skromný. Pohřben byl na hřbitově u svatého Petra ve Vincoli.

## Opera
- Nanetta e Lubino, buffa dle libreta Carla Francesca Badiniho, 1769.
- Issea, libreto Vittorio Amadeo Cigna-Santi, 1771.
- Tamas Kouli-Kan nell'Indie, libreto Vittorio Amadeo Cigna-Santi, 1772.
- Aurora, libreto Giandomenico Boggio, 1775.
- Achille in Sciro, libreto Pietro Metastasio, revidováno Vittoriem Amedem Cigna-Santim, 1785.
- Demofoonte, libreto Pietro Metastasio, 1787.
- Demetrio a Rodi, libreto Giandomenico Boggio a Giuseppe Banti, 1789.
- La Betulia Liberata, libreto Pietro Metastasio.

## Komorní hudba
- 6 kvartetů pro strunové nástroje.
- 18 sonát pro housle a basso continuo.
- 6 kvintetů pro 2 flétny (hoboje), 2 rohy, 2 housle a basso continuo.
- 6 tria pro cembalo, housle a čelo.
- 6 sonát pro 2 housle.